# Obelisco Vaticano

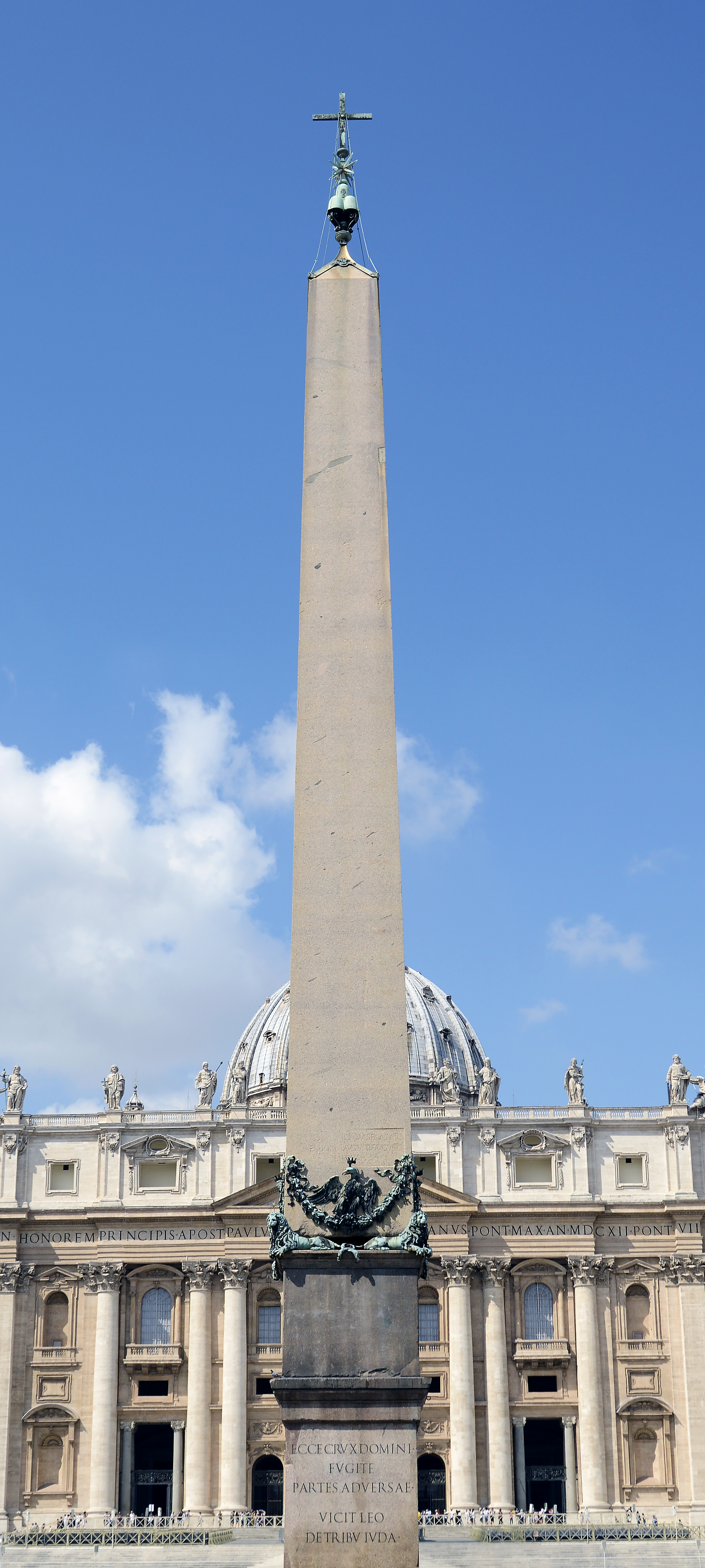
Obelisco Vaticano

L'Obelisco Vaticano è uno dei tredici obelischi antichi di Roma ed è situato in piazza San Pietro.

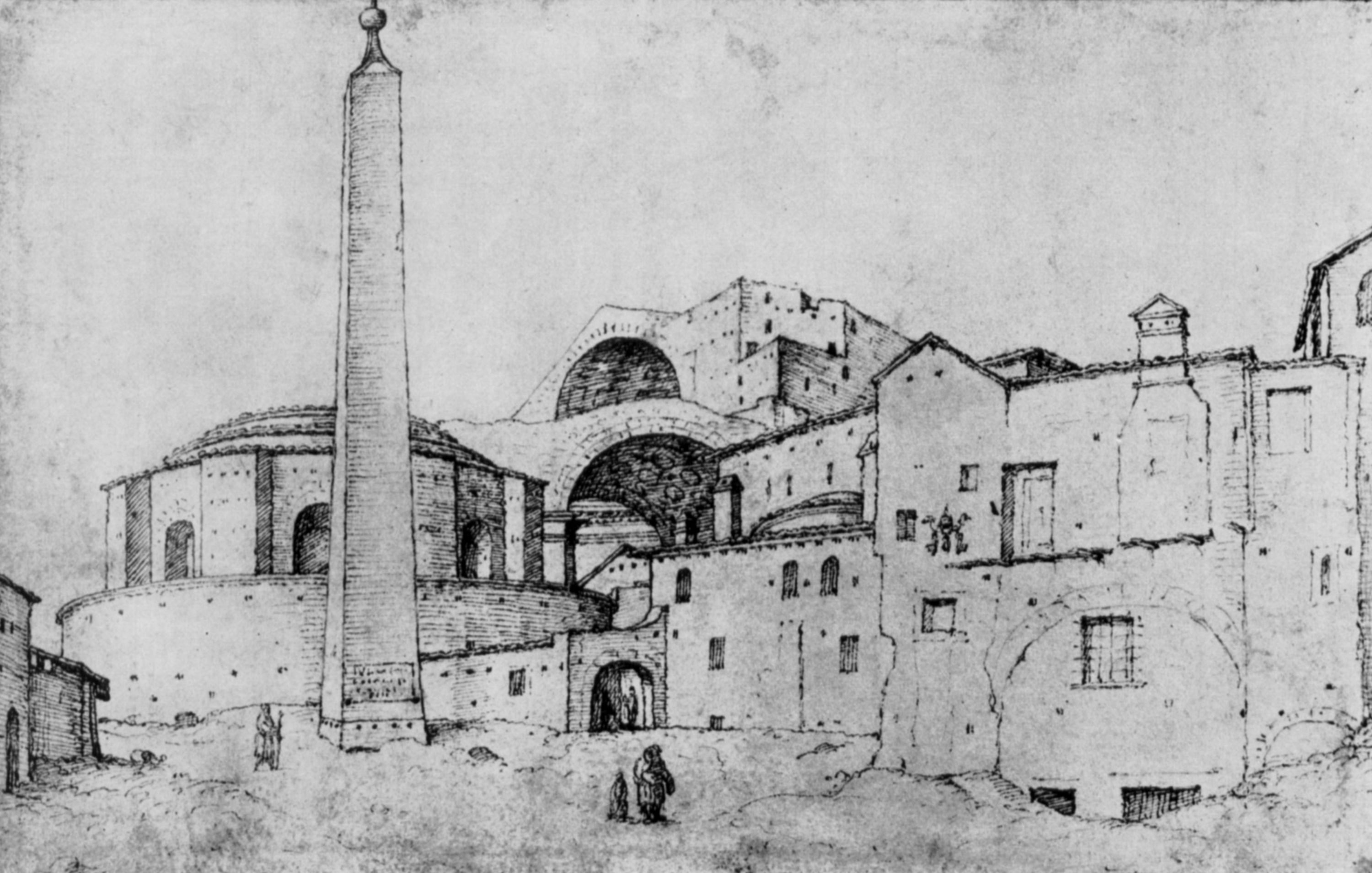
L'Obelisco Vaticano nella sua collocazione originaria; disegno di Maarten van Heemskerck, 1532

Realizzato in granito rosso, svetta per un'altezza di 25,3 metri e con il basamento (composto da quattro leoni bronzei, opere di Prospero Antichi) e la croce raggiunge quasi i 40 metri. L'iscrizione recita: ECCE CRUX DOMINI - FVGITE - PARTES ADVERSAE - VICIT LEO DE TRIBV IVDA, ossia, in italiano: "Ecco la croce del Signore, fuggite parti avverse, trionfa il leone della tribù di Giuda".

## Origine
È di origine egizia, privo di geroglifici e proviene, secondo Plinio, dalla città di Eliopoli; prima venne sistemato nel Forum Iulii di Alessandria d'Egitto e in seguito fu portato a Roma da Caligola nel 40, e collocato sulla spina del Circo di Nerone. Rimase in questa posizione anche dopo che il circo cadde in disuso, occupato da una necropoli. Si ritrovò poi a fianco dell'antica basilica di San Pietro, presso la Rotonda di Sant'Andrea. È l'unico obelisco antico di Roma che non sia mai caduto.

## Spostamento

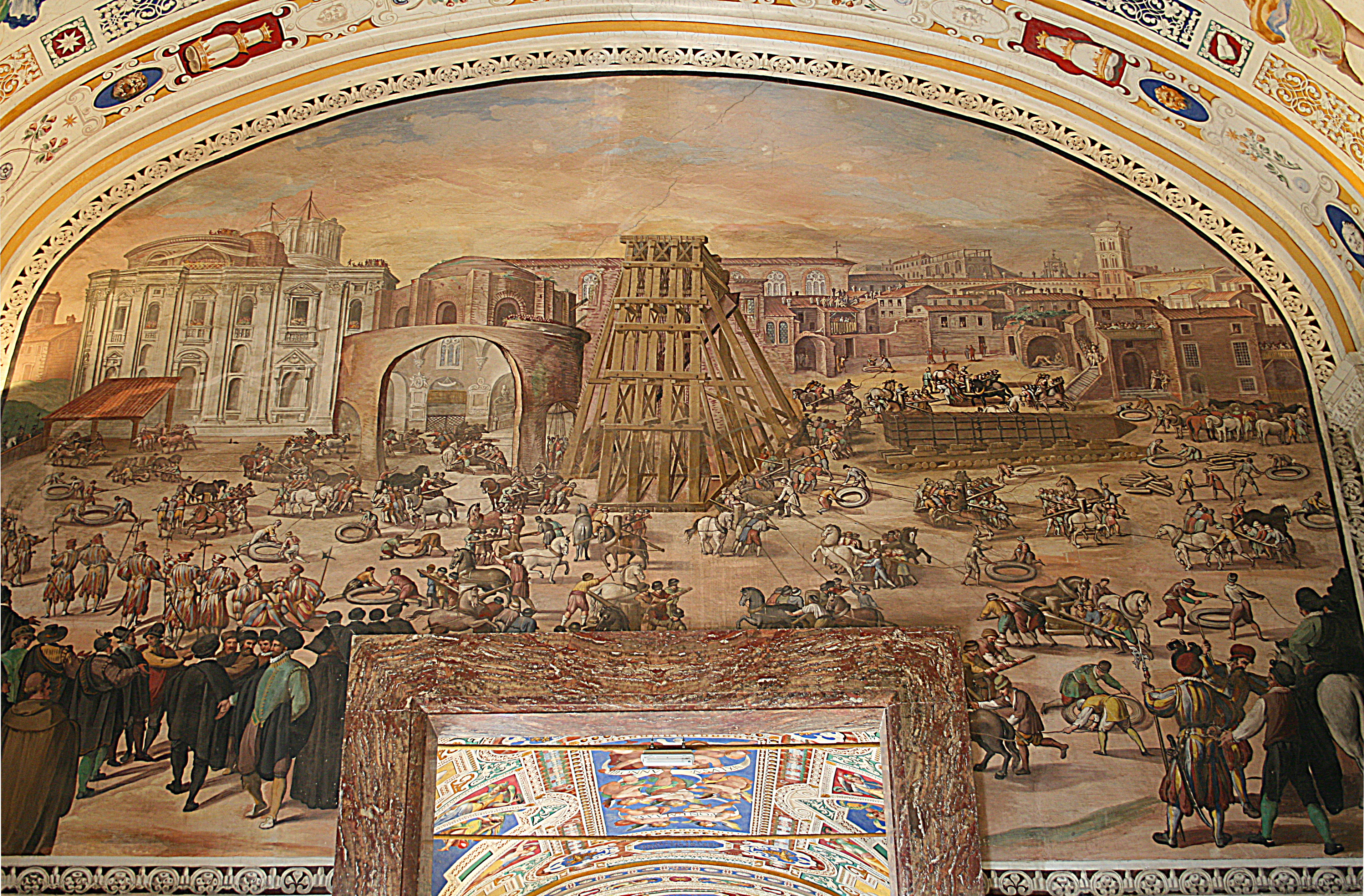
Pittura murale (1585-1588) della Biblioteca apostolica vaticana -. Erezione dell'obelisco in piazza San Pietro.

Fu spostato e rialzato per volere di papa Sisto V nell'estate del 1586 sotto la direzione dell'architetto Domenico Fontana che per compiere l'opera impiegò tredici mesi di lavoro preparativo, 900 uomini, 75 cavalli e 40 argani, e issato in un solo giorno: fu il primo degli obelischi ad essere rialzato in epoca moderna. Nelle operazioni di innalzamento svoltesi il 10 settembre del 1586 vi fu il famoso grido di un certo marinaio Benedetto Bresca: "Acqua alle funi!", al fine di evitare la rottura delle corde che stavano pericolosamente per cedere sotto il gran peso dell'obelisco. Dal 10 settembre 1586 svetta nella piazza.

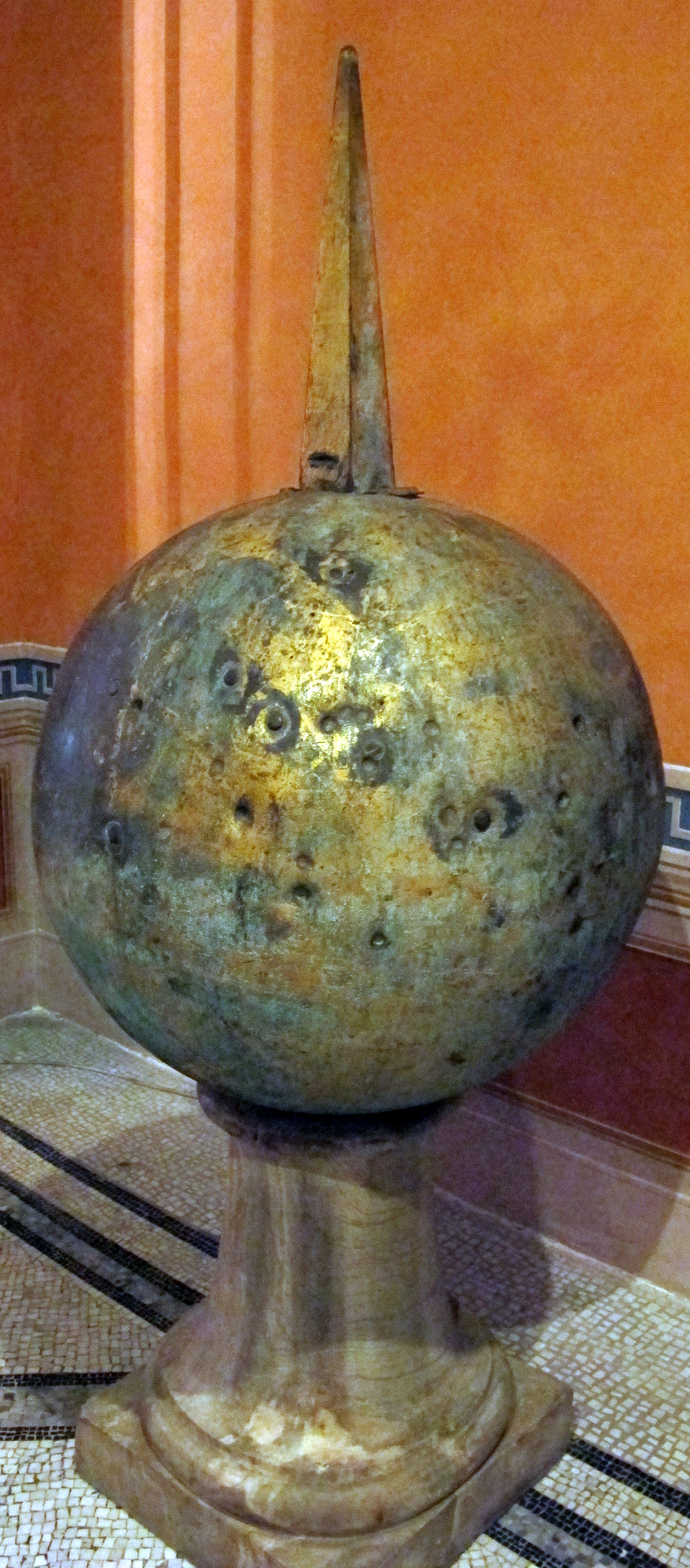
Globo di bronzo che si credeva contenesse le ceneri di San Pietro o di Giulio Cesare (Musei Capitolini).

Nell'occasione dello spostamento il globo collocato sulla vetta venne trasferito ai Musei Capitolini, nella prima sala del Palazzo dei Conservatori, in un angolo vicino alla grande finestra. Secondo la leggenda nel globo da cui era sormontato erano contenute le ceneri di San Pietro o di Cesare; dal riferimento cesareo all'aquila imperiale romana deriva il termine aguglia, inizialmente usato solo per gli obelischi, e oggi trasformato in guglia.

## Reliquia
La concessione di un'indulgenza perpetua di dieci anni e altrettante quarantene a chi, di fronte all'obelisco, venerasse la croce di Cristo recitandovi un Pater e un Ave, fece presumere che Sisto V avesse collocato nella gran croce di bronzo posta sull'obelisco una particella della Vera Croce il 26 settembre 1586, seppure in occasione del restauro della croce, non si trovò reliquia alcuna. Tuttavia il 12 aprile 1740 vi fu posta e presa da un reliquiario della basilica di San Pietro, già di quella di santa Croce in Gerusalemme.